# III liga polska w piłce nożnej, grupa kujawsko-pomorsko-wielkopolska (2012/2013)
III liga, grupa kujawsko-pomorsko-wielkopolska, sezon 2012/2013 – 5. edycja rozgrywek czwartego poziomu ligowego piłki nożnej mężczyzn w Polsce po reorganizacji lig w 2008 roku. Bierze w niej udział 16 drużyn z województwa kujawsko-pomorskiego i województwa wielkopolskiego. Walczą one o miejsce premiowane awansem do grupy zachodniej II ligi. Ostatnie zespoły spadają odpowiednio do grup: kujawsko-pomorskiej, wielkopolskiej północnej i wielkopolskiej południowej IV ligi. Opiekunem ligi jest Kujawsko-Pomorski Związek Piłki Nożnej. 
Sezon ligowy rozpoczął się w 11 sierpnia 2012 roku, a ostatnie mecze rozegrane zostaną w czerwcu 2013 roku.

## Zasady rozgrywek
Zmagania w lidze toczą się systemem kołowym w dwóch rundach – jesiennej i wiosennej. Każda z drużyn rozgrywa z pozostałymi po 2 mecze. Zwycięzca otrzymuje automatyczny awans do II ligi (grupa zachodnia). Do ligi awansuje mistrz i wicemistrz IV ligi z grupy kujawsko-pomorskiej oraz mistrzowie IV ligi z grupy: wielkopolska północna oraz wielkopolska południowa. Drużyny, które po zakończeniu rozgrywek zajmą w tabeli odpowiednio 14, 15 i 16 miejsce, spadają do właściwej terytorialnie IV ligi i będą w kolejnym sezonie występować w IV lidze. Liczba drużyn spadających z III ligi ulega zwiększeniu o liczbę drużyn, które spadną z II ligi zgodnie z przynależnością terytorialną do Wielkopolskiego lub Kujawsko-Pomorskiego ZPN.
Drużyna, która zrezygnuje z uczestnictwa w rozgrywkach, degradowana jest o 2 klasy rozgrywkowe i przenoszona na ostatnie miejsce w tabeli (jeśli rozegrała przynajmniej 50% spotkań sezonu; wtedy mecze nierozegrane weryfikowane są jako walkowery 0:3 na niekorzyść drużyny wycofanej) lub jej wyniki zostają anulowane. Z rozgrywek eliminowana – i również degradowana o 2 klasy rozgrywkowe – jest drużyna, która nie rozegra z własnej winy 3 spotkań sezonu.
Kolejność w tabeli ustala się według liczby zdobytych punktów. W przypadku uzyskania równej liczby punktów przez dwie drużyny, o zajętym miejscu decydują:
a) liczba zdobytych punktów w spotkaniach bezpośrednich,
b) korzystniejsza różnica między zdobytymi i utraconymi bramkami w spotkaniach bezpośrednich,
c) przy uwzględnieniu reguły UEFA, że bramki strzelone na wyjeździe liczone są podwójnie, korzystniejsza różnica między zdobytymi i utraconymi bramkami w spotkaniach bezpośrednich,
d) korzystniejsza różnica bramek we wszystkich spotkaniach z całego cyklu rozgrywek,
e) większa liczba bramek zdobytych we wszystkich spotkaniach z całego cyklu.
W przypadku, gdy dwoma zespołami o jednakowej liczbie punktów są zespoły, których kolejność decyduje o awansie lub spadku, stosuje się wyłącznie zasady określone w punktach a, b i c, a jeżeli one nie rozstrzygną kolejności, zarządza się spotkanie barażowe na neutralnym boisku, wyznaczonym przez Wydział Gier PZPN.
Przy więcej niż dwóch zespołach przeprowadza się dodatkową punktację pomocniczą spotkań wyłącznie między zainteresowanymi drużynami, kierując się kolejno zasadami podanymi punktach a, b, c, d oraz e.
| Uczestnicy poprzedniej edycji (sezon 2011/2012)                                                               | Uczestnicy poprzedniej edycji (sezon 2011/2012) | Uczestnicy poprzedniej edycji (sezon 2011/2012) | Uczestnicy poprzedniej edycji (sezon 2011/2012) |
| --- | ----------------------------------------------- | ----------------------------------------------- | ----------------------------------------------- |
| UNS | Unia Swarzędz                                   | 2                                               |                                                 |
| ŚRW | Polonia Środa Wielkopolska                      | 3                                               |                                                 |
| KLE | Sokół Kleczew                                   | 4                                               |                                                 |
| LTR | Lubuszanin Trzcianka                            | 5                                               |                                                 |
| WDA | Wda Świecie                                     | 6                                               |                                                 |
| CUI | Cuiavia Inowrocław                              | 7                                               |                                                 |
| KOB | Piast Kobylin                                   | 8                                               |                                                 |
| DOP | GKS Dopiewo                                     | 9                                               |                                                 |
| GKN | Górnik Konin                                    | 10                                              |                                                 |
| NPA | Notecianka Pakość                               | 11                                              |                                                 |
| PLE | Polonia 1912 Leszno                             | 12                                              |                                                 |
| Spadek z II ligi 2011/2012                                                                                    |                                                 |                                                 |                                                 |
| grupa zachodnia                                                                                               |                                                 |                                                 |                                                 |
| NLB | Nielba Wągrowiec                                | 17                                              |                                                 |
| Awans z IV ligi 2011/2012                                                                                     |                                                 |                                                 |                                                 |
| grupa kujawsko-pomorska                                                                                       |                                                 |                                                 |                                                 |
| PGM | Pogoń Mogilno                                   | 1                                               |                                                 |
| USK | Unia Solec Kujawski                             | 2                                               |                                                 |
| grupa wielkopolska południowa                                                                                 |                                                 |                                                 |                                                 |
| OST | Ostrovia 1909 Ostrów Wielkopolski               | 1                                               |                                                 |
| grupa wielkopolska północna                                                                                   |                                                 |                                                 |                                                 |
| LUB | Fogo Luboń                                      | 1                                               |                                                 |
| Oznaczenia: - kolumna pierwsza – skróty nazw drużyn, - kolumna trzecia – miejsce zajęte w poprzednim sezonie. |                                                 |                                                 |                                                 |

Objaśnienia

## Tabela
| Lp. | Drużyna                                   | M  | Z  | R  | P  | Bramki | Bramki | Różn. | Pkt | Uwagi             | Bezpośrednio |
| --- | ----------------------------------------- | -- | -- | -- | -- | ------ | ------ | ----- | --- | ----------------- | ------------ |
| 1   | Ostrovia 1909 Ostrów Wielkopolski (M) (A) | 30 | 18 | 7  | 5  | 61     | 25     | +36   | 61  | Awans do II ligi  |              |
| 2   | Sokół Kleczew                             | 30 | 18 | 6  | 6  | 57     | 26     | +31   | 60  |                   |              |
| 3   | Wda Świecie                               | 30 | 16 | 9  | 5  | 61     | 22     | +39   | 57  |                   |              |
| 4   | Nielba Wągrowiec                          | 30 | 13 | 11 | 6  | 58     | 41     | +17   | 50  |                   |              |
| 5   | Cuiavia Inowrocław                        | 30 | 15 | 5  | 10 | 60     | 40     | +20   | 50  |                   |              |
| 6   | Polonia Środa Wielkopolska                | 30 | 12 | 9  | 9  | 44     | 25     | +19   | 45  |                   |              |
| 7   | Unia Swarzędz                             | 30 | 12 | 6  | 12 | 45     | 46     | −1    | 42  |                   |              |
| 8   | GKS Dopiewo                               | 30 | 11 | 8  | 11 | 45     | 40     | +5    | 41  |                   |              |
| 9   | Notecianka Pakość                         | 30 | 12 | 5  | 13 | 48     | 64     | −16   | 41  |                   |              |
| 10  | Unia Solec Kujawski                       | 30 | 9  | 12 | 9  | 36     | 38     | −2    | 39  |                   |              |
| 11  | Pogoń Mogilno                             | 30 | 10 | 9  | 11 | 38     | 46     | −8    | 39  |                   |              |
| 12  | Polonia 1912 Leszno                       | 30 | 10 | 7  | 13 | 34     | 39     | −5    | 37  |                   |              |
| 13  | Fogo Luboń                                | 30 | 9  | 9  | 12 | 30     | 38     | −8    | 36  |                   |              |
| 14  | Górnik Konin (S)                          | 30 | 6  | 7  | 17 | 31     | 55     | −24   | 25  | Spadek do IV ligi |              |
| 15  | Piast Kobylin (S)                         | 30 | 5  | 5  | 20 | 29     | 80     | −51   | 20  | Spadek do IV ligi |              |
| 16  | Lubuszanin Trzcianka (S)                  | 30 | 5  | 3  | 22 | 20     | 72     | −52   | 18  | Spadek do IV ligi |              |

## Wyniki
| Gospodarz \ Gość                  | CUI   | LUB | DOP | GKN | LTR | NLB | NPA | OST | KOB | PGM | PLE | ŚRW | KLE | USK | UNS | WDA |
| Cuiavia Inowrocław                |       | 3:0 | 3:0 | 2:0 | 6:2 | 1:2 | 5:0 | 0:2 | 1:2 | 1:1 | 2:0 | 2:1 | 0:1 | 2:2 | 4:2 | 0:0 |
| Fogo Luboń                        | 2:2   |     | 3:2 | 2:0 | 1:0 | 1:3 | 6:1 | 0:1 | 2:0 | 1:1 | 0:2 | 0:0 | 0:0 | 0:2 | 0:1 | 0:3 |
| GKS Dopiewo                       | 0:3   | 0:0 |     | 0:0 | 3:1 | 0:3 | 6:0 | 1:0 | 2:2 | 4:0 | 0:3 | 0:0 | 2:0 | 1:1 | 2:0 | 0:2 |
| Górnik Konin                      | 1:2   | 2:0 | 1:1 |     | 3:1 | 3:2 | 2:2 | 0:1 | 3:1 | 2:3 | 2:3 | 1:1 | 2:2 | 2:0 | 2:4 | 1:2 |
| Lubuszanin Trzcianka              | 1:2   | 0:0 | 0:3 | 0:0 |     | 1:4 | 2:2 | 0:2 | 2:0 | 0:4 | 1:0 | 1:0 | 0:3 | 0:1 | 1:3 | 0:5 |
| Nielba Wągrowiec                  | 3:2   | 1:0 | 0:0 | 2:0 | 1:2 |     | 3:3 | 0:5 | 3:0 | 4:0 | 3:1 | 1:2 | 3:3 | 2:2 | 2:2 | 2:1 |
| Notecianka Pakość                 | 4:2   | 3:0 | 0:3 | 3:0 | 4:0 | 1:1 |     | 5:0 | 0:1 | 2:1 | 1:2 | 2:1 | 0:1 | 1:0 | 1:1 | 0:2 |
| Ostrovia 1909 Ostrów Wielkopolski | 2:1   | 0:0 | 5:1 | 6:1 | 3:0 | 2:2 | 7:1 |     | 2:0 | 4:1 | 1:0 | 1:0 | 1:0 | 0:0 | 0:1 | 1:1 |
| Piast Kobylin                     | 1:3   | 2:3 | 1:4 | 1:1 | 1:2 | 1:1 | 2:3 | 1:6 |     | 3:0 | 0:2 | 0:6 | 0:3 | 2:3 | 2:0 | 0:6 |
| Pogoń Mogilno                     | 2:5   | 1:3 | 3:2 | 3:0 | 2:0 | 2:3 | 1:2 | 1:0 | 2:3 |     | 2:1 | 0:0 | 2:1 | 0:0 | 2:0 | 2:1 |
| Polonia 1912 Leszno               | 0:3wo | 2:1 | 2:2 | 0:1 | 3:1 | 2:7 | 0:1 | 0:1 | 5:2 | 0:0 |     | 0:0 | 0:1 | 1:1 | 1:2 | 0:0 |
| Polonia Środa Wielkopolska        | 0:1   | 0:0 | 3:1 | 3:0 | 2:0 | 2:0 | 3:2 | 0:0 | 6:0 | 0:0 | 1:1 |     | 0:3 | 2:1 | 2:0 | 2:1 |
| Sokół Kleczew                     | 2:1   | 0:0 | 1:0 | 2:0 | 3:0 | 2:0 | 3:1 | 3:4 | 2:0 | 3:1 | 0:0 | 2:1 |     | 6:1 | 1:2 | 1:2 |
| Unia Solec Kujawski               | 0:0   | 3:0 | 0:2 | 2:1 | 7:1 | 0:0 | 1:3 | 1:0 | 1:1 | 0:0 | 1:2 | 1:0 | 1:4 |     | 2:1 | 0:2 |
| Unia Swarzędz                     | 3:0   | 2:3 | 2:1 | 2:0 | 2:1 | 0:0 | 3:0 | 2:2 | 6:0 | 0:0 | 0:1 | 1:4 | 0:2 | 2:2 |     | 0:4 |
| Wda Świecie                       | 4:1   | 1:2 | 1:2 | 2:0 | 2:0 | 0:0 | 5:0 | 2:2 | 0:0 | 1:1 | 2:0 | 3:2 | 2:2 | 0:0 | 4:1 |     |

Źródło: 
Objaśnienia:
1Drużyna gospodarzy jest wymieniona po lewej stronie tabeli.
Kolory: zielony – zwycięstwo gospodarzy, żółty – remis, różowy – zwycięstwo gości.
Mistrz jesieni 2012/2013: Ostrovia 1909 Ostrów Wielkopolski
Awans do II ligi: Ostrovia 1909 Ostrów Wielkopolski
Spadek do IV ligi: Górnik Konin, Piast Kobylin, Lubuszanin Trzcianka